# Downset.
Downset (Eigenschreibweise: downset.) ist eine Crossover-Band aus den USA, die Hardcore Punk mit Hip-Hop-Einflüssen mischt. Die Band formierte sich Mitte der 1980er Jahre in Los Angeles als „Social Justice“, 1992 fand die Umbenennung in „Downset“ statt.

## Geschichte
1994 erschien Downsets unbetiteltes Debüt-Album. Dieses Album enthielt das wohl bekannteste Lied Anger. Nach 1994 machten sie zu viert weiter, da Rogelio Lozano aus der Band austrat. Ihr zweites Album von 1996 hieß Do We Speak a Dead Language?.
1998 stieg der Drummer aus und arbeitete mit Adema weiter. Daraufhin stieß Chris Hamilton zur Band und übernahm den Part von Chris Lee. 2000 wurde Downsets drittes Album Check Your People veröffentlicht. Kurz darauf kehrte Chris Lee wieder zur Band zurück. 2004 kam mit Universal ihr viertes Album auf den Markt. Rico Vallisenor war als Bassist Teil von Downset geworden.
Im Sommer 2013 spielten Downset mit stark verändertem Line-Up einige Konzerte und veröffentlichten eine neue Single namens Forgotten.
Im Juli 2014 folgte mit One Blood das erste Album der Band nach zehn Jahren, wobei dieses wiederum in einer Konstellation mit drei ursprünglichen Gründungsmitgliedern, inklusive Sänger Rey Anthony Oropeza, eingespielt worden war. Am Schlagzeug gab es einen Wechsel zurück zu Chris Hamilton, der schon auf Check Your People (2000) zu hören war. Im Februar 2022 unterschrieb die Band einen Plattenvertrag bei Nuclear Blast, der die Wiederveröffentlichung alten Materials sowie die Veröffentlichung eines neuen Albums beinhaltete.
Kurz darauf verließ Rey Anthony Oropeza erneut die Band. Für die Europa-Tournee 2023 kehrte Neil Roemer in die Band zurück.

## Stil
Downset mischen Hip-Hop und Funk mit Hardcore Punk sowie Metal. Kennzeichen sind sozialkritische Texte, die auf die Situation in sogenannten Ghettos und insbesondere die Ausschreitungen in Los Angeles 1992 Bezug nehmen. Es besteht gemeinhin eine gewisse Ähnlichkeit zu Rage Against the Machine.

## Diskografie

### Alben
- 1994: downset.
- 1996: Do We Speak a Dead Language?
- 2000: Check Your People
- 2004: Universal
- 2014: One Blood
- 2022: Maintain

### EPs
- 1994: Our Suffocation (Demo)
- 1995: Generation of Hope (Split mit Shootyz Groove)
- 1996: No More Freedom in a Cage
- 2000: Code Blue Coma
- 2022: Anger / Ritual